# Воротников, Юрий Леонидович
Ю́рий Леони́дович Воротнико́в (род. 27 апреля 1951 года, с. Усть-Бухтарма, Бухтарминский район, Восточно-Казахстанская область, СССР) — советский и российский лингвист, доктор филологических наук, член-корреспондент РАН (2000), заместитель председателя Жюри Бунинской премии. Специалист в области грамматики, лексикологии, морфологии, синтаксиса и истории русского языка.

## Биография
В 1980 году окончил филологический факультет МГУ. Преподаватель, заместитель декана подготовительного факультета (1980—1986), старший преподаватель и заведующий кафедрой русского языка Запорожского медицинского института (1987—1989).
В 1987 году под руководством В. В. Лопатина защитил кандидатскую диссертацию «Функционально-грамматическая сфера градационности признака в современном русском языке». С 1989 года работает в Институте русского языка АН СССР (научный сотрудник, учёный секретарь, заведующий отделом грамматики и лексикологии).
В 1999 году стал доктором филологических наук, защитив диссертацию «Категории меры признака в смысловом строе русского языка». 26 мая 2000 года избран членом-корреспондентом РАН по Отделению литературы и языка.
В 1993—2002 годах — учёный секретарь Отделения литературы и языка РАН; в 2002—2003 годах — заместитель академика-секретаря ОИФН РАН. Занимал должность председателя Совета Российского гуманитарного научного фонда (2003—2009), в 2010—2016 годах — заместитель председателя Совета РГНФ. Член ВАК РФ с 2012 года.
Член Научного совета РАН по изучению и охране культурного и природного наследия, заместитель председателя Научного совета «Русский язык» при ОЛЯ РАН, ответственный секретарь Совета по русскому языку при Правительстве РФ (1997—2004).
Главный научный сотрудник отдела экспериментальной лексикографии Института русского языка РАН. Входит в состав редакционной коллегии журналов «Известия РАН. Серия литературы и языка», «Русская речь», «Вопросы филологии», «Русский язык за рубежом».
Лауреат Премии имени М. В. Ломоносова и премии «Хрустальная роза Виктора Розова», заместитель председателя жюри Бунинской премии.